# 井上貴朗
井上 貴朗（いのうえ たかお、1975年7月16日 - ）は、千葉県習志野市出身の元プロ野球選手（投手）。

## 来歴・人物
千葉県の進学校で長嶋茂雄の母校として有名な、佐倉高校の出身。1991年、高校1年の新人戦ではノーヒットノーランを記録している。1993年の夏の千葉県大会では3回戦で敗退。高校時代の通算防御率は2.04。高校3年間を通じテレビ朝日の『ニュースステーション』で特集を組まれる等、注目された。同年ドラフト5位で同郷の中村勝広監督が率いる阪神タイガースに入団。ドラフト指名された際、当時大人気だったタレントの一色紗英似の甘いマスクが話題となった。担当の野村収スカウトは投球スタイルを「若い時の堀内恒夫にそっくり」と期待した。
綺麗なフォームから140km/hのストレートとスライダーを投げ分ける。高卒1年目からウエスタンリーグの先発ローテーションに入り、常に安定した投球を続けウエスタン通算では最優秀勝率2回、最優秀防御率1回、各タイトルを受賞している。2度目の最優秀勝率に輝いた1999年に監督が野村克也に代わってからの3年間は、どれだけ下で好投を続けても一軍に呼ばれることは1度もなかった。野村監督がこれといった特長のない井上の投球を高く評価していなかったことによるものだという。そして、2001年はウエスタンで6勝0敗と好成績をマークしながら、野村4年目続投が決まった時点でトレード要員にすらされることなく自由契約となる。2002年、千葉ロッテマリーンズにテスト入団するも、2003年に自由契約となる。「チャンスがある限り悔いを残したくない」と12球団合同トライアウトを受験したが現役選手としては採用されず同年限りで現役引退し、読売ジャイアンツ（巨人）から打撃投手として勧誘されたことから翌2004年に打撃投手として加入し、2007年まで務めた。退団後の2008年5月に千葉県八千代市内に焼肉店『炭火ホルモン 吟』を開業し、3年間経営したがオーナー職を譲渡し、現在は大阪市内でサラリーマンとして働いている。
『漫画サンデー』に連載されたグルメ漫画『肉男!!』の主人公、北坂狼牙のモデルである。

## 詳細情報

### 年度別投手成績
| 年 度     | 球 団     | 登 板 | 先 発 | 完 投 | 完 封 | 無 四 球 | 勝 利 | 敗 戦 | セ 丨 ブ | ホ 丨 ル ド | 勝 率 | 打 者 | 投 球 回 | 被 安 打 | 被 本 塁 打 | 与 四 球 | 敬 遠 | 与 死 球 | 奪 三 振 | 暴 投 | ボ 丨 ク | 失 点 | 自 責 点 | 防 御 率 | W H I P |
| --------- | --------- | ----- | ----- | ----- | ----- | -------- | ----- | ----- | -------- | ----------- | ----- | ----- | -------- | -------- | ----------- | -------- | ----- | -------- | -------- | ----- | -------- | ----- | -------- | -------- | ------- |
| 1995      | 阪神      | 8     | 0     | 0     | 0     | 0        | 0     | 0     | 0        | --          | ----  | 45    | 10.2     | 8        | 0           | 7        | 0     | 0        | 4        | 0     | 0        | 4     | 4        | 3.38     | 1.41    |
| 1996      | 阪神      | 6     | 0     | 0     | 0     | 0        | 0     | 0     | 0        | --          | ----  | 30    | 7.0      | 6        | 1           | 3        | 0     | 1        | 4        | 1     | 0        | 3     | 3        | 3.86     | 1.29    |
| 1997      | 阪神      | 2     | 0     | 0     | 0     | 0        | 0     | 0     | 0        | --          | ----  | 7     | 2.0      | 0        | 0           | 0        | 0     | 0        | 2        | 0     | 0        | 0     | 0        | 0.00     | 0.00    |
| 1998      | 阪神      | 27    | 11    | 0     | 0     | 0        | 2     | 9     | 0        | --          | .182  | 340   | 80.1     | 80       | 8           | 26       | 1     | 3        | 50       | 3     | 0        | 41    | 36       | 4.03     | 1.32    |
| 2002      | ロッテ    | 2     | 1     | 0     | 0     | 0        | 1     | 0     | 0        | --          | 1.000 | 31    | 6.1      | 8        | 0           | 4        | 0     | 0        | 3        | 2     | 0        | 2     | 2        | 2.84     | 1.89    |
| 2003      | ロッテ    | 9     | 0     | 0     | 0     | 0        | 0     | 1     | 0        | --          | .000  | 53    | 11.1     | 14       | 1           | 7        | 0     | 1        | 3        | 0     | 0        | 6     | 6        | 4.76     | 1.85    |
| 通算：6年 | 通算：6年 | 54    | 12    | 0     | 0     | 0        | 3     | 10    | 0        | --          | .231  | 506   | 117.2    | 116      | 10          | 47       | 1     | 5        | 66       | 6     | 0        | 56    | 51       | 3.90     | 1.39    |

### 記録
- 初登板：1995年5月6日、対広島東洋カープ5回戦（広島市民球場）、6回裏に3番手で救援登板、2回無失点
- 初奪三振：同上、6回裏に西山秀二から
- 初勝利：1998年4月18日、対読売ジャイアンツ1回戦（東京ドーム）、8回裏に5番手で救援登板、1回無失点
- 初先発：1998年5月23日、対横浜ベイスターズ7回戦（阪神甲子園球場）、1回1/3を5失点（自責点3）で敗戦投手
- 初先発勝利：1998年7月30日、対広島東洋カープ16回戦（阪神甲子園球場）、5回2/3を1失点

### 背番号
- 70 （1994年）
- 51 （1995年 - 2001年）
- 63 （2002年 - 2003年）
- 112 （2004年 - 2007年）

## 関連情報

### 出演
- ドリーム☆アゲイン（2007年、日本テレビ系）バッティングピッチャー役